# Liste der Monuments historiques in Treban
Die Liste der Monuments historiques in Treban führt die Monuments historiques in der französischen Gemeinde Treban auf.

## Liste der Bauwerke
| Bezeichnung             | Beschreibung                                | Standort | Kennzeichnung | Schutzstatus | Datum | Bild |
| ----------------------- | ------------------------------------------- | -------- | ------------- | ------------ | ----- | ---- |
| Château de Boucherolles | Schloss, zweite Hälfte des 16. Jahrhunderts | (Lage)   | PA00093319    | Inscrit      | 1973  |      |